# Bujtás Ervin
Bujtás Ervin énekes (Szombathely, 1973. március 16. –) zenész, dalszerző, gitáros, basszusgitáros.

## Pályafutása
A középiskolai évek kezdetén, 14 éves korában kezdett el a zenével foglalkozni. Teljesen autodidakta módon sajátította el a zenével kapcsolatos tudását. Különböző zenei stílust képviselő zenekarokban énekesként, gitárosként, basszusgitárosként lépett színpadra. Sok olyan remek zenésszel dolgozott együtt a pályája során, akiktől tanulhatott és inspirálóan hatottak rá. 
Első zenekara a szombathelyi Attack, ezt követte egy zenei formáció Keszei Tamással (billentyűs) és Baán Imrével (gitár). Később, az invitálásukra került 1993-ban a Lord zenekarba, ahol három évet töltött el. Ebben az időszakban rögzítette a Lord zenekar az "Olcsó és Ügyes" című hanglemezt, amelyen basszusgitározott.
A Lord után csatlakozott a szombathelyi Varnyú Country zenekarhoz, majd két évig zenélt a 4N Acoustic Performance együttesben. Ezután a Midnight Special Band következett, később már egyedül lép színpadra. 
Saját dalait az általa megnevezett „minimal acoustic” stílusban adja elő. A dalokat egy szál gitáros kísérettel írja, a hangszerelés tekintetében a letisztultságra fókuszál.

## Zenekarok
- Attack
- Lord (1993–1996)
- Varnyú Country (1996–2000)
- 4N Acoustic Performance (2010–2012)
- Midnight Special Band (2000–2016)
- Minimal Acoustic–Bujtás Ervin (2016–napjainkig)

## Hanglemezek
- Lord: Olcsó és ügyes – LMS Records (1993)
- Bujtás Ervin – Minimal Acoustic – Szerzői kiadás (2017)
- Szivárványos gyermekdalok – Szülőföld kiadó (2017)